# Stoßzahn

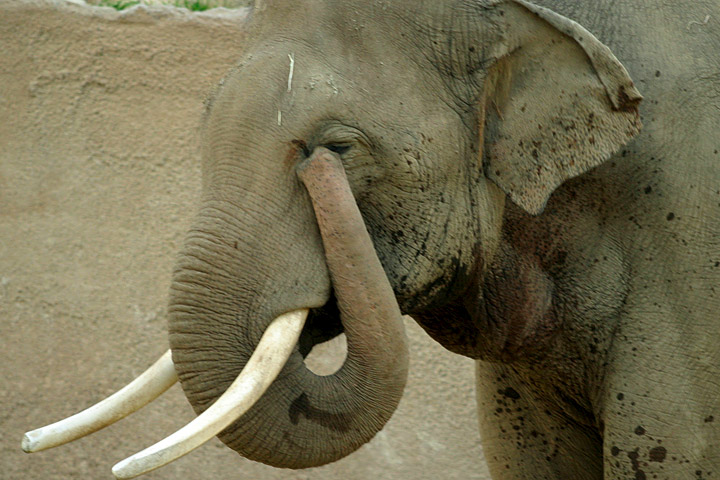
Stoßzähne des asiatischen Elefanten

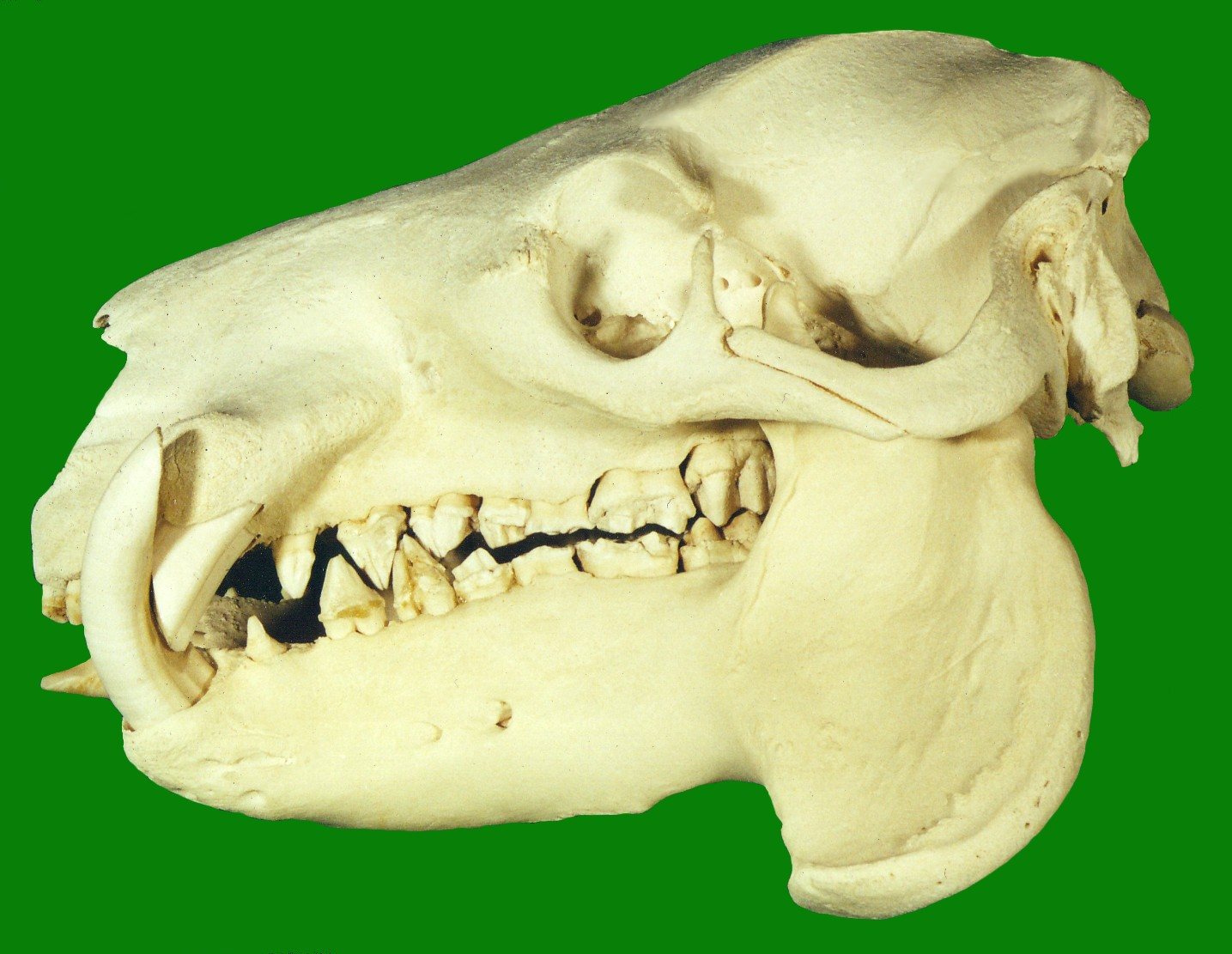
Schädel eines Zwergflusspferdes

Als Stoßzähne werden stark ausgebildete, wurzellose, ständig nachwachsende Zähne im Oberkiefer bestimmter Säugetiere bezeichnet, die weit aus dem Kiefer eines Tieres herausragen. Dabei kann es sich sowohl um Schneidezähne als auch um Eckzähne handeln. Eine festgelegte Definition der Stoßzähne gibt es nicht. Stoßzähne finden sich bei verschiedenen Tiergruppen. 

## Elefanten
Die Stoßzähne der Rüsseltiere, also der Elefanten und ihrer ausgestorbenen Verwandten, stellen extrem verlängerte und nach außen verlagerte Schneidezähne des Oberkiefers dar. Bei einigen ausgestorbenen Vertretern wie bei einigen Gomphotherien waren sie zusätzlich oder wie bei den Deinotherien ausschließlich im Unterkiefer ausgebildet. Der größte Stoßzahn eines heutigen Afrikanischen Elefanten ist 3,49 m lang (an der äußeren Krümmung gemessen), er stammt aus Zaire und befindet sich im Besitz der New Yorker Zoologischen Gesellschaft im Bronx Zoo. Der schwerste rezente Stoßzahn stammt aus Dahomey (Benin), wiegt 107 kg und wurde auf der Pariser Weltausstellung 1900 ausgestellt; Den mit 5,02 m längsten Stoßzahn eines ausgestorbenen Rüsseltiers besaß Mammut borsoni, der vor etwa 2 Millionen Jahren lebte, er wog rund 137 kg. Der schwerste fossile Stoßzahn wiegt bei einem Umfang von 89 cm und einer Länge von 3,58 m 233 kg und gehörte vermutlich einem Steppenmammut.
Die Stoßzähne der asiatischen Elefanten sind im Allgemeinen kleiner als die der afrikanischen. Elefantenstoßzähne stellen die Hauptquelle des Elfenbeins dar.

## Narwal
Der lange, gedrehte Stoßzahn des (meist männlichen) Narwals ist ein umgebildeter Eckzahn (Caninus). Das wahrscheinlich größte Exemplar befindet sich im Deutschen Ledermuseum in Offenbach am Main. Während die Länge normalerweise um 2 m beträgt, bringt es dieser Zahn auf 2,74 m. Der Narwalzahn wurde im Mittelalter und der frühen Neuzeit für das Horn des Einhorns gehalten und daher als Ainkhürn bezeichnet.

## Weitere Tiere mit Stoßzähnen
- Flusspferde
- Odobenocetops †
- Pyrotheria †
- Astrapotheria †
- Walross
- Echte Schweine wie Hirscheber, Warzenschwein, Wildschwein